# Gare de Maubray
La gare de Maubray est une gare ferroviaire belge de la ligne 78, de Saint-Ghislain à Tournai, située à Maubray sur le territoire de la ville d'Antoing dans la province de Hainaut en région wallonne.
Elle est mise en service en 1881 par l'administration des chemins de fer de l'État belge. C'est une halte ferroviaire de la Société nationale des chemins de fer belges (SNCB) desservie par des trains d’Heure de pointe (P).

## Situation ferroviaire
Établie à 35 mètres d'altitude, la gare de Maubray est située au point kilométrique (PK) 28,155 de la ligne 78, de Saint-Ghislain à Tournai, entre les gares ouvertes de Callenelle et d'Antoing.

## Histoire
La station de Maubray est mise en service le 15 octobre 1881 par l'administration des chemins de fer de l'État Belge. Elle fut d'abord une halte dépendant de la gare de Callenelle.
Elle a plus tard été dotée d'un assez grand bâtiment de gare doté de trois ailes, dont une de sept travées abritant la salle d'attente. Disparu depuis, tout comme celui de Harchies qui était sa copie conforme, il était proche mais plus grand de celui de la gare de Schendelbeke, en partie démoli.
Au début des années 1980, le guichet est fermé et la gare devient un « point d'arrêt non surveillé ». Sa fermeture complète fut envisagée dans le cadre du plan IC-IR.
En 1993 la desserte est limitée aux trains d'Heure de pointe (P). Il n'y a plus de desserte le week-end et les jours fériés.
Le passage à niveau est supprimé et remplacé par un pont en 1996, les travaux ayant débuté en novembre 1995.

## Service des voyageurs

### Accueil
Halte SNCB, est un point d'arrêt non géré (PANG) à accès libre.
Elle dispose de deux quais de 194 et 185 m, voie 1 et voie 2. La traversée des voies et le passage d'un quai à l'autre s'effectuent par des escaliers et la rue de la Gare sous le pont rail.

### Desserte
Maubray fait partie des gares ayant la particularité d'être exclusivement desservie par des trains d'Heure de pointe (P) de la SNCB à des horaires non-cadencés Heure de pointe (P), qui effectuent des missions sur la ligne 78 (Mons - Tournai - Lille-Flandres) (voir brochure SNCB).
La desserte comprend quatre aller-retour de trains P entre Mons et Tournai, deux le matin, un vers midi et un l'après-midi, ainsi que deux trains P d'Ath à Tournai, l'après-midi.
Les week-ends et jours fériés, Maubray n'est desservie par aucun train.

### Intermodalité
Un parc pour les vélos y est aménagé, le stationnement des véhicules est possible à proximité.

## Comptage voyageurs
Le graphique et le tableau montrent le nombre de passagers qui en moyenne embarquent durant la semaine, le samedi et le dimanche.
| Nombre de voyageurs qui embarquent à la gare de Maubray | Nombre de voyageurs qui embarquent à la gare de Maubray | Nombre de voyageurs qui embarquent à la gare de Maubray | Nombre de voyageurs qui embarquent à la gare de Maubray |
|                                                         | Semaine                                                 | Samedi                                                  | Dimanche                                                |
| ------------------------------------------------------- | ------------------------------------------------------- | ------------------------------------------------------- | ------------------------------------------------------- |
| 1977                                                    | 110                                                     | 23                                                      | 23                                                      |
| 1978                                                    | 103                                                     | 23                                                      | 14                                                      |
| 1979                                                    | 142                                                     | 20                                                      | 21                                                      |
| 1980                                                    | -                                                       | -                                                       | 19                                                      |
| 1981                                                    | 107                                                     | 9                                                       | -                                                       |
| 1982                                                    | 115                                                     | 21                                                      | 19                                                      |
| 1983                                                    | 108                                                     | 36                                                      | 22                                                      |
| 1984                                                    | 52                                                      | -                                                       | -                                                       |
| 1985                                                    | 41                                                      | -                                                       | -                                                       |
| 1986                                                    | 40                                                      | -                                                       | -                                                       |
| 1987                                                    | 58                                                      | -                                                       | -                                                       |
| 1988                                                    | 57                                                      | -                                                       | -                                                       |
| 1989                                                    | 41                                                      | -                                                       | -                                                       |
| 1990                                                    | 30                                                      | -                                                       | -                                                       |
| 1991                                                    | 45                                                      | -                                                       | -                                                       |
| 1992                                                    | 50                                                      | -                                                       | -                                                       |
| 1993                                                    | 41                                                      | -                                                       | -                                                       |
| 1994                                                    | 26                                                      | -                                                       | -                                                       |
| 1995                                                    | 20                                                      | -                                                       | -                                                       |
| 1996                                                    | 26                                                      | -                                                       | -                                                       |
| 1997                                                    | 23                                                      | -                                                       | -                                                       |
| 1998                                                    | 31                                                      | -                                                       | -                                                       |
| 1999                                                    | 30                                                      | -                                                       | -                                                       |
| 2000                                                    | 17                                                      | -                                                       | -                                                       |
| 2001                                                    | 14                                                      | -                                                       | -                                                       |
| 2002                                                    | 23                                                      | -                                                       | -                                                       |
| 2003                                                    | 18                                                      | -                                                       | -                                                       |
| 2004                                                    | 21                                                      | -                                                       | -                                                       |
| 2005                                                    | 28                                                      | -                                                       | -                                                       |
| 2006                                                    | 26                                                      | -                                                       | -                                                       |
| 2007                                                    | 28                                                      | -                                                       | -                                                       |
| 2008                                                    | -                                                       | -                                                       | -                                                       |
| 2009                                                    | 28                                                      | -                                                       | -                                                       |
| 2010                                                    | -                                                       | -                                                       | -                                                       |
| 2011                                                    | -                                                       | -                                                       | -                                                       |
| 2012                                                    | 24                                                      | -                                                       | -                                                       |
| 2013                                                    | 17                                                      | -                                                       | -                                                       |
| 2014                                                    | 29                                                      | -                                                       | -                                                       |
| 2015                                                    | 23                                                      | -                                                       | -                                                       |
| 2016                                                    | 17                                                      | -                                                       | -                                                       |
| 2017                                                    | 23                                                      | -                                                       | -                                                       |
| 2018                                                    | 16                                                      | -                                                       | -                                                       |
| 2019                                                    | 15                                                      | -                                                       | -                                                       |
| 2020                                                    | 19                                                      | -                                                       | -                                                       |
| 2021                                                    | -                                                       | -                                                       | -                                                       |
| 2022                                                    | 16                                                      | -                                                       | -                                                       |
| 2023                                                    | 22                                                      | -                                                       | -                                                       |
| 2024                                                    | 10                                                      | -                                                       | -                                                       |